# ÖStB – Poprad
Die Dampflokomotive ÖStB – Poprad war eine Stütztenderlokomotive der k.k. Östlichen Staatsbahn (ÖStB) Österreich-Ungarns nach Bauart Engerth.
Die Lokomotiven wurde von der Lokomotivfabrik der WRB 1854 an die ÖStB geliefert, obwohl diese Lieferung zunächst als GRÜNBACH an die k.k. Südliche Staatsbahn (SStB) geplant gewesen war.
Sie erhielt bei der ÖStB den Namen POPRAD.
Bereits 1855, aber unmittelbar anschließend an die POPRAD, lieferte die Lokomotivfabrik der WRB ein baugleiches Fahrzeug an die Lombardisch-venetianische Eisenbahnen (LVStB) als CHIESE.
1855 wurde auch die geplante Lieferung der GRÜNBACH an die SStB nachgeholt, der im selben Jahr die Lieferung der baugleichen CONEGLIANO bevorging.
Die Lokomotiven der SStB kamen 1858 im Zuge der Privatisierung österreichischer Staatsbahnen zur Südbahngesellschaft, die sie als Reihe 28 (ab 1864 als Reihe 24) bezeichnete.
1862 reihte die Südbahngesellschaft die CHIESE in diese Reihe ein, die sie vom lombardischen Netz erhalten hatte.
Die drei Maschinen wurden in 590 bis 592 umnummeriert.
Sie wurden 1869 (GRÜNBACH) und 1874 ausgemustert.
Fünf weitere baugleiche Lokomotiven kamen 1855 mit den Namen WISŁA, SOLA, WISŁOKA, SAN und DUNAJEC zur k.k. Östlichen Staatsbahn (ÖStB).
Gemeinsam mit der POPRAD kamen sie 1858 anlässlich der Reprivatisierung der ÖStB zur Galizischen Carl Ludwig Bahn (CLB), die sie zwischen 1861 und 1864 ausmusterte.
Weitere fünf Stück (offenbar ebenfalls baugleiche) Maschinen kamen zur Buschtěhrader Eisenbahn (BEB).
Die ersten vier wurden 1855 von der Lokomotivfabrik der WRB geliefert (BUŠTEHRAD bis CARL EGON); die fünfte (KRALUP) erst 1861.
Sie erhielten bei der BEB die Nummern 101 bis 105.
Die ehemalige Nummer 103 (KLADNO) befindet sich im Technischen Nationalmuseum in Prag.